# علی هدیه علیا
علی هدیه علیا یک روستا در ایران است که در دهستان درح شهرستان سربیشه واقع شده‌است. علی هدیه علیا ۲۳۹ نفر جمعیت دارد.